# Surtees TS16
La  Surtees TS16 fu una vettura di Formula 1  che venne fatta esordire dalla scuderia inglese nella stagioni 1974 e venne utilizzata anche nelle stagioni 1975 e 1976.

## Tecnica
Progettata da John Surtees veniva spinta dal motore Ford Cosworth DFV, montato su una monoscocca di alluminio. Dotata di cambio Hewland FGA400 e pneumatici Firestone nella prima stagione e Goodyear nelle altre due, non fu particolarmente brillante in pista.

## Attività sportiva
Esordì nel Gran Premio d'Argentina 1974 guidata da Carlos Pace e Jochen Mass. Solo nel Gran Premio del Brasile riuscì ad andare a punti con Pace (quarto). Pace fu anche in grado di partire secondo nel Gran Premio del Sud Africa dello stesso anno. Ottenne due secondi posti in gare non valide per il mondiale: con Mass nel BRDC International Trophy del 1974 e con John Watson nella Race of Champions del 1975. Helmuth Koinigg troverà la morte durante il Gran Premio degli Stati Uniti 1974 al volante di una TS16.
Nel 1976 la scuderia privata ShellSport iscrisse Divina Galica con una TS16 al Gran Premio di Gran Bretagna ma senza qualificarsi. Anche nel 1974 una vettura di questo tipo era stata affidata a un team privato, AAW Racing, con al volante Leo Kinnunen.